# Regiunea Atsimo-Atsinanana
Regiunea Atsimo Atsinanana este una dintre cele 22 unități administrativ-teritoriale de gradul I (faritra) ale Madagascarului. Reședința sa este orașul Farafangana.
Regiunea se întinde de-a lungul părții de sud a coastei de est a Madagascarului. Se învecinează cu Vatovavy-Fitovinany și Haute Matsiatra (Nord), Ihorombe (Vest) și Anosy (Sud).
Populația era de 1.026.674 de locuitori în 2018. Este printre cele mai sărace regiuni din țară, cu o rată a sărăciei de 83,9%, potrivit unui raport guvernamental din 2005.

## Diviziuni administrative
Regiunea Atsimo-Atsinanana este împărțită în cinci districte, care sunt subdivizate în 90 de comune.
- Districtul Sud Befotaka - 6 comune
- Districtul Farafangana - 30 comune
- Districtul Midongy-Atsimo - 6 comune
- Districtul Vangaindrano - 28 comune
- Districtul Vondrozo - 16 comune

## Transport

### Aeroporturi
- Aeroportul Farafangana
- Aeroportul Vangaindrano

## Arii protejate
- Parte din Coridorul Fandriana-Vondrozo
- Agnakatrika Arie protejată nouă
- Agnalazaha Arie protejată nouă
- Ankarabolava Noua arie protejată
- Midongy Atsimo National Park
- Rezervația Manombo